# Le Jardin des supplices

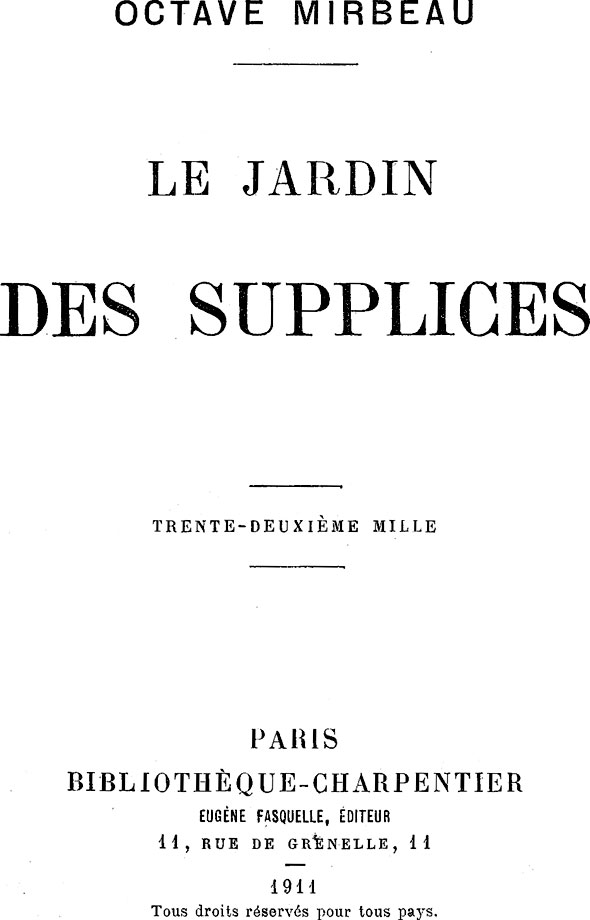
O Jardim dos suplicios.

Le Jardin des supplices é um romance do escritor francês Octave Mirbeau, publicado em 1899, durante o Caso Dreyfus.

## A novela
Esta novela, constituída de um patchwork de textos anteriores, concebidos independentemente um do outro e tendo tonalidades extremamente diferentes, é um clássico da ficção decadente. 
Divide-se em duas partes muito distintas. A primeira parte é uma caricatura do sistema político da Terceira República e uma crítica mordaz e direta a sociedade francesa da "Belle Époque", época abundante em corrupção.
A segunda parte decorre na China, num contexto de selvajaria  : o Jardim dos Suplícios da penitenciária de Cantão. A descrição das torturas, obras de arte executadas ao ar livre, no meio dum bosque e à vista dos turistas, contrasta com a beleza das flores que crescem no jardim : "Aqui é no meio das flores que se erguemos instrumentos de tortura e morte." Aquilo que inicialmente parece ser um paraíso terrestre, é, na verdade, o inferno. O inferno das sociedades opressivas e sanguinárias. O inferno da condição humana submissa à "lei do homicídio".